# سیب رز (درخت)
سیب رز (درخت)(نام علمی: Angophora costata) نام یک گونه از سرده آنگوفورا است.